# Meioneta barrowsi
Meioneta barrowsi là một loài nhện trong họ Linyphiidae.
Loài này thuộc chi Meioneta. Meioneta barrowsi được Ralph Vary Chamberlin & Wilton Ivie miêu tả năm 1944.